# Queen Bee
Pour les articles homonymes, voir Queen Bee (homonymie).
Queen Bee, en japonais 女王蜂 (Jo-ô-bachi) est un groupe de Fashion Punk Rock japonais composé de quatre membres, Avu au chant, à l'écriture et la composition, Ruri sa petite sœur à la batterie, Yashi à la basse et Hibari à la guitare.